# Монастье, Антон
Пётр Людовик Антон Монастье (1808—?) — второй лектор французского языка на физико-математическом факультете Московского университета.

## Биография
Отец — военный родом из Пьемонта, протестант по вероисповеданию, поселился в Швейцарии после присоединения Пьемонта к Франции (1798). 
Антон Монастье получил первоначальное домашнее образование под руководством своего дяди (по отцу) и крёстного отца, Антона Монастье — пастора евангелической церкви и профессора греческого и латинского языков в Лозанской коллегии. Поступил в коллегию, где занимался изучением языков и истории. По окончании курса наук, отправился в немецкую Швейцарию, где познакомился с знаменитым Т. Тоблером, который был другом и соратником И. Песталоцци. Знаменитый педагог и писатель убедил А. Монастье остаться в Санкт-Галлене, и он остался там не столько для того, чтобы преподавать французский язык в пансионе Тоблера, сколько для своего совершенствования под его руководством в науке преподавания и в трудном искусстве воспитания юношества. Пробыв два года в пансионе Тоблера он отправился в Россию и прибыл в Санкт-Петербург (1830), с намерением посвятить себя домашнему воспитанию. Судьба привела его во внутренние губернии России, где он провёл несколько лет, посвящая свой досуг литературным занятиям. Во время краткого пребывания в Москве (1834), он издал сначала небольшую поэму «La colonne Alexandrine», затем сборник стихотворений под названием «Loisirs Champêtres», плод своих деревенских досугов. 
Женившись (1836), и чувствуя необходимость предоставить своему семейству постоянное место жительства, он получил место учителя французского языка в Калужской гимназии (1837). Начав преподавание, он заметил ощутимый недостаток в учебниках по языку и несовершенство сложившихся методик обучения, и  решился испытать себя на этом поприще, используя опыт преподавания, полученный им в заведении Тоблера. Вскоре был переведён в Москву; преподавал в течение трёх лет сначала в 3-й гимназии, а затем в Дворянском институте. Убедившись в успешности своих методов преподавания, он решился на издание первой части учебника «Лёгкий способ для изучения французского языка» (1846), а вторая часть учебника вышла в 1848 году. Второе издание тиражом 2500 экземпляров (1851), полностью разошедшееся к декабрю 1851 года, вознаградило труды автора. 
В январе 1849 года А. Монастье был приглашён лектором в Императорский Московский университет. Преподавая язык студентам А. Монастье преследовал две основные цели: упрочить практическое владение языком у своих слушателей менее знакомых с французским языком, посредством разговорных упражнений, устных и письменных переводов текстов с русского, тогда как более сведущим в языке студентам расширить представление о французских классических писателях, ведя краткий курс истории литературы и совершенствуя их в сочинениях на французском языке, посредством письменных упражнений. 
В 1851 году по собственному желанию он оставил преподавание в университете и отбыл на родину.